# Agrilus nobilis
Agrilus nobilis é uma espécie de inseto do género Agrilus, família Buprestidae, ordem Coleoptera.
Foi descrita cientificamente por Burmeister, em 1872.